# پادشاه گیریم
پادشاه گیریم (به کره‌ای: 기림왕)، (سلطنت: ۲۹۸~۳۱۰ میلادی)؛ پانزدهمین پادشاه شیلا یکی از سه پادشاهی کره بود. سامگوک ساگی نوشته است که او نوه پادشاه چوبون بود. اگرچه او و پدرش سوک گولسوک از نظر پدری از خاندان پارک بودند، اما هر دو به دلیل نسب مادری سوک، به عنوان سوک در تاریخ ثبت شدند.
پادشاه گیریم در سال ۳۰۸ میلادی، او نام کشور را از «سارو گوک» یا «سورابول» به «شیلا» تغییر داد.

## خانواده
- مادربزرگ: ملکه آیهیه، از خاندان سوک، دختر پادشاه نه‌هه
- پدربزرگ: پادشاه چوبون
  - پدر: سوک گولسوک